# Janvier 2006

## Actualités du mois

### Dimanche1erjanvier 2006
- Bolivie : l’une des premières mesures du gouvernement d’Evo Morales sera de réduire de 50 % le salaire du président, des ministres et des parlementaires, afin de symboliser la nouvelle répartition des dépenses de l’État.
- Ukraine : la société russe Gazprom stoppe la livraison de gaz naturel à l’Ukraine.
- Palestine: 3 groupes armés palestiniens ont tiré des roquettes contre Israël à partir de la bande de Gaza où le Club de l’ONU a aussi été détruit par des militants palestiniens.
- Palestine: le mouvement palestinien radical Hamas, responsable de nombreux attentats anti-israéliens, annonce qu’il ne prolongera pas l’accord sur une trêve de la violence, conclu en mars avec le dirigeant palestinien Mahmoud Abbas, qui a indiqué que cette décision, faisant suite à celle du Jihad islamique et de plusieurs factions armées liées au Fatah la veille, était une « grave erreur ».
- Union européenne : l’Autriche prend pour six mois la présidence tournante de l’Union européenne, succédant au Royaume-Uni.
- Vatican : durant la messe du Nouvel An, consacrée au thème de la paix, célébrée dans la basilique Saint-Pierre de Rome, le pape Benoît XVI a appelé l’ONU à une conscience renouvelée de ses responsabilités pour promouvoir la justice, la solidarité et la paix dans le monde.
- France : le président Jacques Chirac a profité de son allocution traditionnelle pour les vœux de la nouvelle année pour prôner le retour à un patriotisme moderne. Il a par ailleurs fixé les priorités économiques au développement du secteur de l’énergie et du numérique.
- France : les traditionnelles violences urbaines qui accompagnent la nuit de la Saint-Sylvestre ont causé la destruction par incendie de 425 véhicules contre 333 l’an dernier. 382 interpellations ont été effectuées et 25 000 policiers ont été mobilisés durant la nuit.
- France : La Poste perd son monopole sur la gestion des plis de plus de 50 grammes mais pourra proposer dorénavant l’ensemble des services bancaires, notamment les crédits, sous l’appellation « banque postale ». Des polémiques se sont fait ressentir dès l’annonce de la nouvelle.
- Nouvelle-Calédonie : les incendies de forêt dans la périphérie de Nouméa sont maitrisés. Depuis le 25 décembre ils ont causé le ravage de 4 500 ha de forêt et ont notamment touché la région de la réserve intégrale de la Montagne des Sources où les cours d’eau qui alimentent l’agglomération de Nouméa prennent leur source. Ils ont été qualifiés de « véritable catastrophe écologique » par les associations de défense de l’environnement.
- Amérique centrale : Le Traité de libre-échange signé le 24 mai 2004 par les États-Unis et cinq pays d’Amérique centrale (Honduras, Salvador, Costa Rica, Guatemala, Nicaragua), puis signé à son tour par la République dominicaine (DR-CAFTA pour son sigle anglais) n’est pas entré en vigueur le 1er janvier 2006, comme prévu, malgré les pressions américaines pour accélérer la ratification parlementaire du traité et l’adoption des mesures qui doivent permettre aux pays concernés de remplir les conditions requises.

### Lundi2 janvier 2006
- Allemagne : le toit d'une patinoire s'est effondré sur pratiquement toute sa longueur à Bad Reichenhall dans les Alpes bavaroises, causant la mort probable de 15 personnes dont 12 mineurs. Les causes du drame n'ont pas encore pu être déterminées mais ces derniers jours d'importantes quantités de neige se sont accumulées.
- États-Unis d'Amérique : treize mineurs ont été pris au piège à 2 km sous terre à la suite d'une explosion dans une mine de charbon, peu avant 8 h locale, dans le comté d’Upshur, au centre de la Virginie-Occidentale. Les secours s’organisent dans des conditions très difficiles.
- Syrie : la commission d'enquête onusienne souhaite interroger le président Bachar el-Assad et son chef de la diplomatie Farouk Al-Chareh après que l'ancien vice-président syrien Abdel Halim Khaddam, exilé en France depuis juin 2005, a déclaré auprès de la chaîne de télévision Al-Arabiya que Bachar el-Assad avait proféré des menaces contre l'ex-premier ministre libanais Rafic Hariri quelques mois avant son assassinat et qu'il ne pouvait ignorer le projet d’assassinat. À la suite de ses déclarations, les responsables du parti Baas syrien réclament qu'Abdel Halim Khaddam soit jugé pour haute trahison.

### Mardi3 janvier 2006
- La Cour européenne des droits de l'homme victime de son succès croule sous les demandes. 82 100 plaintes sont en souffrances depuis 5 ans, 4 % des requêtes sont pendantes depuis plus de 5 ans.
- Grèce : la voiture d’une diplomate finlandaise explose à Athènes.
- France : vingt-cinq ans après son abolition par Robert Badinter sous la présidence de François Mitterrand, Jacques Chirac veut faire inscrire dans la Constitution de la République française l’abolition de la peine de mort.
- Iran : Les autorités iraniennes ont annoncé leur intention de reprendre leurs activités de recherche nucléaire pacifique à compter du 9 janvier 2006. Ces recherches, qui consisteraient à permettre l’enrichissement d’uranium, avaient été suspendues pendant 2 ans.

### Mercredi4 janvier 2006
- France : Le président de la République, Jacques Chirac, lève l’état d’urgence établi le 8 novembre 2005 à la suite des événements dans les banlieues en 2005. La décision de suspendre l’état d’urgence, qui avait été voté pour trois mois, a été prise par Jacques Chirac ce lundi et entérinée par le conseil des ministres ce mardi.
- Turquie : un adolescent turc de 14 ans a été tué par le virus H5N1 de la grippe aviaire, c’est ce qu’ont annoncé des médecins, affirmant qu’il est décédé le 1er janvier. Il s’agit de la première victime humaine de la grippe aviaire en dehors du sud-est asiatique et de la Chine. La grippe aviaire est aux portes de l’Europe, tuant trois adolescents.
- États-Unis : à la suite de l’éboulement d’une mine de charbon en Virginie-Occidentale, douze mineurs américains sont déclarés morts, après que les médias ont annoncé qu’ils avaient tous survécu.
- France : forte poussée de l’épidémie de gastro-entérites en France selon l’INSERM.
- Ukraine, Russie : Accord sur le gaz entre l'Ukraine et la Russie.
- Australie : 2005 est l'année la plus chaude jamais enregistrée en Australie
- États-Unis : le magazine Time a désigné les époux Bill et Melinda Gates, ainsi que le chanteur Bono, personnes de l’année, pour leurs actions humanitaires.
- Israël : Ariel Sharon subit une grave attaque cérébrale: Le Premier ministre, Ariel Sharon, qui devait subir une intervention chirurgicale jeudi 5 janvier, est hospitalisé d’urgence mercredi soir à l’hôpital Hadassah de Jérusalem, à la suite d’une attaque cérébrale qualifiée de « grave » par le personnel hospitalier, et immédiatement placé sous respiration artificielle. Cette importante hémorragie cérébrale est accompagnée d’un saignement "massif". M. Sharon avait déjà subi une attaque cérébrale plus légère la semaine dernière. Les pouvoirs ont été transférés au vice-premier ministre et ministre des Finances, Ehud Olmert conformément à la loi, a annoncé le secrétaire général du gouvernement, Israël Maïmon.
- Irak : 30 personnes ont été tuées et 36 blessées dans un attentat à l’explosif commis lors de funérailles dans le cimetière de Mouqdadiyah à 100 km au nord de Bagdad, a annoncé une source de la police irakienne.

### Jeudi5 janvier 2006
- Allemagne : L’effondrement d’une patinoire dans les Alpes bavaroises à Bad Reichenhall provoqua la mort de 15 personnes.
- Honduras : Une fusillade fait 13 morts et 30 blessés dans le plus grand centre pénitentiaire du pays situé près de Tegucigalpa.
- France : Pierre Pinoncelli a été arrêté à Paris après avoir ébréché à coups de marteau, vers 11 h 30, une œuvre de Marcel Duchamp installée au Centre Pompidou, dans le cadre de l’exposition Dada.

### Vendredi6 janvier 2006
- États-Unis : d’après l’AFP, le taux de chômage aux États-Unis a régressé en décembre et s’établit à 4,9 % de la population active. Le ministère du travail a déclaré que deux millions d’emplois ont été créés sur l’ensemble de l’année 2005. Sur le dernier mois de l’année, le salaire horaire moyen a augmenté de 5 cents à 16,34 dollars alors que la durée hebdomadaire du travail a baissé à 33,7 heures. source
- Canada : Le Parti conservateur du Canada confirme sa hausse dans un nouveau sondage électoral (34 %), ayant réalisé un gain de sept points alors que le Parti libéral du Canada (32 %) a subi une perte de sept points.
- Pérou : Alberto Fujimori, emprisonné au Chili, se porte candidat à l’élection présidentielle bien que toute fonction publique lui soit interdite jusqu’en 2011.
- Arabie saoudite : un immeuble s’effondre à La Mecque, faisant 76 morts.
- Europe : Evo Morales a entamé à Paris une visite de deux jours pendant laquelle il s’entretiendra samedi avec Jacques Chirac. Le ministre néerlandais des Affaires étrangères, Ben Bot, a assuré jeudi le président bolivien du soutien technique et financier de son pays dans ses efforts en vue du développement et de la lutte contre la pauvreté.
- 6 janvier, États-Unis : Le film d’Ang Lee, Lion d'or en 2005, Le Secret de Brokeback Mountain, est censuré lors de sa sortie à Sandy, près de Salt Lake City, par un distributeur jugeant la thématique du film (homosexualité) inconvenante.
- Japon : D'importantes chutes de neige (jusqu’à 4 m dans le secteur de Niigata) se sont abattues sur le pays provoquant la mort de 28 personnes et la paralysie des transports.

### Samedi7 janvier 2006
- Irak : l’otage Bernard Planche est libéré « à l’occasion d’une opération de contrôle par les forces de la coalition », après un mois de détention.
- Turquie : 3 adolescents sont morts de la grippe aviaire. La célèbre comédienne Sophie Cosette-Bernard meurt après un lutte contre le cancer du sein.

### Dimanche8 janvier 2006
- Grèce : un séisme de 6,9 sur l’échelle ouverte de Richter a affecté la Grèce méridionale, provoquant des dégâts et quelques blessés légers.

### Lundi9 janvier 2006
- Mauritanie : Le motard Andy Caldecott se tue lors de la 9e étape du Rallye Dakar.

### Mardi10 janvier 2006
- États-Unis : l’économiste Joseph E. Stiglitz a calculé que la seconde guerre du Golfe aurait coûté 2 000 milliards de dollars, 20 fois le coût prévu.
- Début de l’Aïd el-Kebir dans le monde. Cette année, en France, certaines grandes surfaces proposeront du mouton immolé, selon elles, en suivant le rite, ce que contestent certains musulmans. Cette évolution qui vise à éviter les sacrifices hors d’abattoirs adaptés, s’est accompagné d’un durcissement de la réglementation sur la vente, le transport et l’abattage des moutons pendant la période de l’Aïd.
- Ukraine : Le Parlement (la Verkhovna Rada) a voté une motion de censure visant à la destitution du gouvernement, à la suite de sa décision du 4 janvier d’accepter un accord avec la Russie, concernant le prix du gaz naturel. Ce dernier sera acheté par l’Ukraine environ deux fois plus cher (95 dollars les 1 000 m³, contre 50 auparavant). La motion a été votée par 250 voix pour et 50 contre, sur 450 membres du parlementaire, la majorité requise est de 226 voix. Le premier ministre, Iouriï Iekhanourov, continuera d’assurer son rôle jusqu’à la nomination de son remplaçant, qui pourrait n’arriver qu’après les élections législatives, prévu le 26 mars.

### Mercredi11 janvier 2006
- La Chine interdit encore l'accès aux projets Wikimédia.

### Jeudi12 janvier 2006
- Haïti : Les casques bleus ont ouvert le feu sur une foule de Haïtiens, faisant 1 mort. La foule protestait contre la mort de 25 Haïtiens asphyxiés à l’arrière d’une camionnette qui devait les faire entrer clandestinement en République dominicaine.
- Turquie : Mehmet Ali Agca, l’homme qui avait tenté d’assassiner Jean-Paul II en 1981, est libéré après 25 ans de détention.
- Autriche : Le Mexique pourrait récupérer le couvre-chef de l’empereur Moctezuma exposé à Vienne au Musée ethnologique.

### Vendredi13 janvier 2006
- Monde : selon un communiqué du Service international pour l'acquisition d'applications agricoles biotechnologiques (ISAA), les surfaces cultivées en plants OGM ont augmenté en 2005 de 11 % par rapport à 2004 pour atteindre 90 millions d’hectares dans 21 pays, dont quatre nouveaux en 2005 : France, Portugal, République tchèque et Iran. Ces cultures ont concerné sept espèces (soja, maïs, coton, colza, courge, papaye et riz) et impliqué 8,5 millions d’agriculteurs.
- France : Début des 13 concerts de Mylène Farmer à Paris-Bercy, avec 13 000 personnes chaque jour.

### Samedi14 janvier 2006
. États-Unis, Naissance de Queen Carla-Anaelle  

### Dimanche15 janvier 2006
- Pakistan, Un missile lancé par un drone Predator a tué 17 personnes dans le village de Damadola dans la zone tribale Bajaurau près de la frontière avec l’Afghanistan.
- Chili, Michelle Bachelet remporte la présidentielle par 53,22 % des voix contre 46,77 % à son adversaire de droite Sebastián Piñera.
- La sonde spatiale américaine Stardust est de retour après sept ans de voyage avec sa cargaison de poussières cosmiques contemporaines des origines du système solaire.
- Le projet Wikipédia a cinq ans.
- Le module de retour de la sonde Stardust s’est posé avec succès dans le désert de l’Utah, ramenant les prélèvements de poussières de la comète Wild 2.
- L’ex-skieur Luc Alphand remporte le Rallye Dakar 2006 en catégorie auto tandis que l’espagnol Marc Coma gagne en catégorie moto.

### Lundi16 janvier 2006
- Michelle Bachelet est présidente du Chili
- 16 janvier, Afghanistan : au moins 27 personnes sont mortes dans deux attentats à la bombe dans les villes de Spin Boldak et Kandahar.

### Mercredi18 janvier 2006
- Côte d'Ivoire : des centaines de personnes ont manifesté devant le bâtiment de l’ONU à Abidjan ; les casques bleus ont tiré en l’air pour disperser la foule ; les partisans de Laurent Gbagbo manifestent contre une recommandation des Nations unies et demandent le départ des casques bleus. Le conseil de sécurité juge la situation préoccupante.
- Pierre-Joël Bonté, président de la région Auvergne est décédé d’une crise cardiaque.

### Jeudi19 janvier 2006
- Slovaquie-Hongrie : un appareil militaire slovaque AN-24 à bord duquel se trouvaient environ 48 personnes s’est écrasé près de la frontière entre les deux pays.
- Israël : attentat-suicide dans une buvette à Tel Aviv. Un premier bilan compte au moins 30 blessés. L’attentat est revendiqué par le Jihad islamique palestinien et condamné par Mahmoud Abbas, à quelques jours des élections législatives palestiniennes de 2006. Selon Shaul Mofaz, « L’attentat a été financé par Téhéran, planifié en Syrie et perpétré par des Palestiniens ».
- 19 janvier, Égypte : ouverture de la Coupe d'Afrique des nations de football 2006 avec le match Égypte-Libye (3-0).
- 19 janvier, États-Unis : lancement par la NASA de la sonde New Horizons (initialement prévu le 17) qui doit étudier Pluton. Propulsé à 50 000 km/h, l’engin mettra neuf ans pour arriver sur cette planète encore mystérieuse. Les données prises par les instruments scientifiques devraient faire avancer la connaissance du système solaire.

### Vendredi20 janvier 2006
- Russie : depuis plusieurs jours, une vague de froid très importante, se déplaçant vers l’Europe, a occasionné plusieurs décès dans tout le pays. Une centaine de personnes, à Moscou, ont été victimes d’engelures pour ne pas s’être assez couvertes. La température est descendue jusqu’à −30 °C dans la capitale. Des entreprises comme Gazprom (pour le gaz naturel) et SEU (pour l’électricité) ont eu des problèmes pour approvisionner leurs clients et certains bâtiments sont privés de chauffage. Ces problèmes énergétiques ont également des conséquences en Europe, à cause de l’importance de la Russie dans ce secteur. La Finlande a averti du risque de coupures d’électricité après que la Russie eut réduit de 30 % ses livraisons d’électricité. En gaz naturel, des pays comme l’Italie, la Hongrie, la Croatie ou encore l’Autriche ont constaté des baisses allant de 10 % à 30 % depuis mardi, par rapport aux volumes reçus la semaine précédente.
- Pétrole : Souhaitant maintenir le prix du baril élevé, l’Iran a demandé au cartel OPEP de baisser sa production d’un million de barils par jour.

### Samedi21 janvier 2006
- Début du martyre de trois semaines dans une cité HLM de Bagneux dans les Hauts-de-Seine, d'Ilan Halimi, découvert agonisant le 13 février 2006 le long des voies ferrées de RER C à Sainte-Geneviève-des-Bois dans le département de l’Essonne, il est décédé peu après lors de son transfert à l’hôpital.
- L’Iran retire ses dépôts en devises étrangères des banques européennes, a annoncé vendredi le gouverneur de la banque centrale iranienne. Ceci est destiné à se prémunir des éventuelles sanctions que pourraient prononcer les États-Unis en raison du programme nucléaire iranien.
- Ebay, le site aux enchères qui a maintenant dépassé un milliard de dollars de profits, décide de percer en Chine, un marché prometteur.
- France : incendies criminels dans les ANPE de Toulouse, Rennes, St-Cyr-sur-Loire, Caen, Limoges et Lille.
- Décès du président kosovar Ibrahim Rugova.

### Dimanche22 janvier 2006
- élections sénatoriales au Cambodge.
- Kobe Bryant réalise la deuxième meilleure performance de l'histoire dans un match de basket-ball (81 points) entre les Los Angeles Lakers et les Toronto Raptors.

### Lundi23 janvier 2006
- Canada : Élections fédérales au Canada pour élire les 308 députés de la Chambre des communes. Cette élection avait été déclenchée après l’adoption par cette Chambre d’une motion de blâme contre le gouvernement de Paul Martin le 26 novembre précédent. À 22:07 HNE (03:07 GMT) la Société Radio-Canada annonce que le prochain gouvernement sera dirigé par Stephen Harper, du Parti conservateur du Canada mais que ce parti n’aura pas la majorité absolue en Chambre.
- Monténégro : le déraillement d’une rame automotrice série 412 circulant entre Bijelo Polje et Podgorica a fait environ 46 morts et 198 blessés. Une défaillance du freinage serait à l’origine de cet accident.
- Portugal : Élection d’Aníbal Cavaco Silva, avec 50,59 % des suffrages dès le premier tour. C’est le premier président portugais de droite depuis la révolution des Œillets.
- Actualité musicale : Le percussionniste Ray Barretto, 76 ans, vient de subir un quadruple pontage coronarien dans un hôpital du New Jersey. Son état est stationnaire.

### Mardi24 janvier 2006
- Côte d'Ivoire : Le Conseil de sécurité des Nations unies adopte la résolution 1652, qui proroge jusqu’au 15 décembre 2006 les mandats respectifs de l’ONUCI et des forces françaises de l’opération Licorne qui la soutiennent. Texte de la résolution 1652

### Mercredi25 janvier 2006
- Territoires palestiniens occupés : ouverture des élections législatives palestiniennes de 2006 pour élire les 132 députés du Conseil législatif.
- États-Unis : Disney rachète Pixar pour 7,4 milliards de dollars. Steve Jobs, l’actuel PDG de Pixar sera membre du conseil d’administration du groupe Disney.
- Vatican : Benoît XVI publie sa première encyclique, Dieu est amour (Deus caritas est en latin).

### Jeudi26 janvier 2006
- Territoires palestiniens occupés : Le Hamas gagne les élections législatives palestiniennes de 2006, entraînant la démission du Premier ministre Ahmed Qoreï.
- Découverte de la première exoplanète tellurique nommée OGLE-2005-BLG-390Lb.

### Vendredi27 janvier 2006
- Un prètre et une religieuse français ont été enlevés en Haïti dans un bidonville près de Port-au-Prince. Une demande de rançon a été faite.
- Allemagne : l’ancien président fédéral Johannes Rau meurt à l’âge de 75 ans.
- Le responsable iranien chargé du dossier nucléaire, Ali Larijani, juge insuffisant le compromis proposé par la Russie censé permettre à l’Iran de se doter d’un programme nucléaire civil sans acquérir l’arme atomique. Par ailleurs, l’Iran promet de laisser les inspecteurs de l’AIEA visiter l’ancien site militaire de Lavizan dans ce qui apparaît comme une concession de Téhéran dans l’enquête de l’agence sur son programme nucléaire controversé, indiquent des diplomates.
- Deux Allemands enlevés mardi au nord de Bagdad sont montrés entourés de quatre hommes armés dans une vidéo diffusée par la télévision Al Jazeera du Qatar; les autorités allemandes sont en contact avec les ravisseurs, affirme le ministre allemand des Affaires étrangères, Frank-Walter Steinmeier
- Le Royaume-Uni, le Nigeria et le milliardaire américain Bill Gates annoncent à Davos le lancement d’un gigantesque plan de lutte contre la tuberculose visant à sauver 14 millions de vies au cours de la prochaine décennie, pour un montant total de 56 milliards de dollars.
- Le géant mondial de l’acier Mittal Steel Company annonce le lancement d’une offre d’achat à 28,21 euros par action sur le numéro deux mondial du secteur Arcelor. Le conseil d’administration de ce dernier, se réunira dimanche après-midi à Luxembourg, annonce le gouvernement luxembourgeois, premier actionnaire du groupe.
- Les fêtes du 250e anniversaire de la naissance de Mozart s’ouvrent à Salzbourg et Vienne.
- Trois personnes sont blessés dans des affrontements armés entre des partisans du mouvement Hamas et du parti Fatah, à Khan Younès, dans le sud de la bande de Gaza alors que le leader palestinien Mahmoud Abbas annonce qu’il demandera au mouvement radical Hamas, qui a remporté la majorité aux élections législatives, de former le prochain gouvernement. En France Jacques Chirac appelle le Hamas, à faire « le choix de la paix », condition selon lui de la poursuite des relations avec l’Union européenne. De leur côté, les États-Unis vont revoir « tous les aspects » de leur aide aux Palestiniens après la victoire électorale du Hamas que Washington considère comme une organisation terroriste, annonce le département d’État.
- La croissance américaine a nettement ralenti au quatrième trimestre, à 1,1 % en rythme annuel contre 4,1 % au troisième trimestre, a annoncé le département du Commerce.
- L’éditeur allemand Zenodot Verlagsgesellschaft de la version DVD de Wikipédia souhaiterait distribuer une version papier. Cela représenterait 100 volumes de 800 pages chacun pour 15 euros. D’autre part, Wikipédia, lors des Journées du Logiciel Libre de Montpellier avait annoncé qu’il étudiait la possibilité d’imprimer une partie du contenu du wikipédia francophone sous forme de livre thématique.
- Indonésie : un tremblement de terre de magnitude 7,7 a touché la ville d’Ambon, capitale de la province des Moluques à l’est de l’Indonésie à 16:58:48 (UTC). L’épicentre s’est situé à 341 km sous la mer de Banda à une distance de 195 km de l’île d'Amboine. Aucune victime ni dégât sont à déplorer et la profondeur du séisme a empêché tout risque de tsunami.
- L’Assemblée nationale ivoirienne « demeure en fonction avec tous ses pouvoirs », a officiellement annoncé la présidence ivoirienne, affirmant ainsi avoir « trouvé une solution » conforme aux recommandations de la communauté internationale sur la prolongation du mandat des députés.
- Nouveau record de consommation électrique en France, à 18h58, avec 86 280 MW.

### Samedi28 janvier 2006
- Le président George W. Bush déclare que les États-Unis couperaient les aides si le groupe islamiste Hamas, vainqueur des législatives palestiniennes, ne renonçait pas à la violence et à son projet de détruire Israël une fois au pouvoir. Le chef du Hamas en exil, Khaled Mechaal, a affirmé lors d’une conférence de presse à Damas que le mouvement islamiste radical allait "réussir dans la politique et les réformes, comme il a réussi dans la résistance" contre Israël. Une quarantaine d’activistes palestiniens armés pénètrent dans l’enceinte du Parlement à Ramallah et tirent en l’air à partir du toit du bâtiment. Plus tard, des centaines de partisans du Fatah, dont de nombreux membres des forces de sécurité, pénètrent dans l’enceinte du Conseil législatif palestinien à Gaza et tirent en l’air. Par ailleurs, les chefs du mouvement islamiste Hamas ne jouiront d’aucune « immunité » s’ils persistent dans leurs attaques « terroristes » contre Israël, avertit le ministre israélien de la Défense, Shaul Mofaz.
- Poursuivie par la justice pour fraude fiscale, la fille aînée de l’ancien dictateur chilien Augusto Pinochet, Lucia Pinochet, quitte les États-Unis pour Buenos Aires, annonce le porte-parole du gouvernement chilien. Elle est appréhendée à son arrivée à Santiago du Chili en provenance de Buenos Aires.
- Les trois Français enlevés mercredi à Port-au-Prince par des inconnus ont été tous libérés sains et saufs par leurs ravisseurs, apprend-on de sources policières.
- Le ministre des Affaires étrangères iranien, appelle les occidentaux à ne pas renvoyer le dossier nucléaire iranien affirmant que les pourparlers avec la Russie sur un compromis nécessitaient « plus de temps ».
- Les ravisseurs des quatre humanitaires occidentaux enlevés en Irak donnent « une dernière chance » aux autorités en Irak pour qu’elles libèrent les prisonniers dans ce pays, et menacent de tuer leurs otages si leur exigence n’était pas satisfaite, rapporte Al Jazeera en diffusant une vidéo des otages.
- Le leader des « jeunes patriotes » ivoiriens, Charles Blé Goudé, lance un « ultimatum » de deux semaines au Premier ministre Charles Konan Banny pour qu’il publie un calendrier de désarmement des rebelles, mettant une nouvelle fois en garde l’ONU en cas d’éventuelles sanctions.
- La compagnie Kavkaztransgaz, filiale du géant gazier russe Gazprom, annonce la fin des travaux sur le gazoduc Russie-Géorgie et a ajouté prévoir sa remise en route dès dimanche.
- 62 personnes dont un citoyen belge trouvent la mort dans l’effondrement du toit recouvert d’une épaisse couche de neige d’un hall d’exposition à Chorzów, une des villes de la conurbation de Katowice, dans le sud de la Pologne.

### Dimanche29 janvier 2006
- le grand prix de la ville d'Angoulême, qui récompense un auteur de bande dessinée pour l’ensemble de son œuvre et qui est sans doute, au niveau mondial, le plus prestigieux prix de ce genre, est remis à Lewis Trondheim.
- Le second tour de l’élection présidentielle en Finlande, qui oppose la présidente sociale-démocrate Tarja Halonen au candidat de la droite, Sauli Niinistö, au coude à coude dans les sondages, s’est ouvert. Dès la fin d’après-midi, ce dernier a déclaré qu’il lui serait « difficile » de refaire son retard sur la présidente sortante en tête du second tour avec alors 53 % des suffrages après dépouillement de la moitié des bulletins. Il reconnaît peu avant 20 heures sa défaite.
- L’approvisionnement de gaz russe vers la Géorgie, interrompu après des explosions sur le principal gazoduc il y a une semaine, a repris ce dimanche, ont annoncé des responsables.
- Le procès du président irakien déchu Saddam Hussein et de sept de ses lieutenants a repris à Bagdad devant le Haut tribunal pénal irakien en présence de tous les accusés. Peu après la reprise, un des accusés du procès, Barzan Ibrahim al-Hassan Al-Tikriti, est expulsé du tribunal, à la suite d’un incident de séance suivi par Saddam Hussein; la prochaine audience a été fixée à mercredi.
- Le nouvel émir du Koweït, cheikh Sabah Al-Ahmad Al-Sabah, a prêté serment devant le Parlement. Par ailleurs, le ministre du Pétrole, cheikh Ahmed al-Fahd al-Sabah, a appelé l’Organisation des pays producteurs de pétrole à ne pas décider de réduire la production lors de sa réunion mardi à Vienne.Plus tard, le ministre saoudien du Pétrole, Ali al-Nouaïmi, a estimé que l’Opep n’avait « absolument » pas besoin de réduire sa production.
- Les sauveteurs polonais ont arrêté à la mi-journée leur opération de secours, centrée sur le sauvetage des personnes, afin de passer au déblaiement des décombres de la halle de Chorzów, a indiqué un dirigeant de l’équipe de secours.
- La Commission européenne a annoncé que la souche pathogène H5N1 du virus de la grippe aviaire avait été identifiée sur des échantillons provenant de la partie nord de l’île divisée de Chypre.
- Un présentateur de la chaîne de télévision américaine ABC, Bob Woodruff, ainsi que son cameraman ont été blessés, dimanche, dans la région de Taji, située à 30 km au nord de Bagdad. Toujours en Irak, six attentats à la voiture piégée ont été contre des églises à Bagdad et Kirkouk, tuant une personne et en blessant 14.
- La République tchèque et Chypre ont accepté l’accord sur les taux réduits de TVA trouvé mardi par les ministres des Finances de 22 États membres de l’UE, mais la Pologne n’a pas encore donné sa réponse.
- Le conseil d’administration du numéro deux mondial de l’acier, Arcelor, a rejeté à l’unanimité l’offre d’achat hostile lancée vendredi par son concurrent et numéro un mondial Mittal Steel.
- L’Iran constituerait une menace pour le monde entier s’il parvenait à se doter d’armes nucléaires, a déclaré à Jérusalem la chancelière allemande Angela Merkel après des entretiens avec le Premier ministre israélien par intérim Ehud Olmert. Par ailleurs, des experts de l’AIEA ont inspecté des sites appartenant à l’ancien complexe militaire iranien de Lavizan, ce qui apparaît comme une concession de Téhéran dans l’enquête de l’agence sur son programme nucléaire controversé.

### Lundi30 janvier 2006
- Israël a décidé de geler des fonds dus à l’Autorité palestinienne, de peur qu’ils ne parviennent à des éléments terroristes, a indiqué le Premier ministre israélien intérimaire, Ehud Olmert.
- Quatre expatriés détenus en otage par des militants séparatistes nigérians depuis dix-neuf-jours dans le delta du Niger ont été relâchés par leurs ravisseurs.
- L’Opep « doit se tenir prête » à réduire sa production de brut, soit à sa réunion de mardi à Vienne soit à la prochaine session du cartel en mars, a déclaré le ministre vénézuélien du Pétrole, Rafaël Ramirez. Par ailleurs, un statu quo sur la production est très probable lors de la réunion, a indiqué le ministre émirati de l’Énergie, Mohammad al-Hameli, à Vienne. Le comité de surveillance des marchés (MMSC) de l’Opep a lui recommandé le maintien de la production du cartel, par la voie de la déléguée koweïtienne à l’Opep, Siham Abdulrazzak Razzouqi. Enfin, selon le chef de file du cartel, le ministre saoudien du Pétrole Ali al-Naouïmi, l’ensemble des pays membres sont d’accord pour maintenir la production inchangée lors de leur réunion de mardi.
- Le chef de file du mouvement radical Hamas, Ismaïl Haniyeh, a appelé le Quartette international sur le Proche-Orient à un dialogue « sans conditions » avec son mouvement et à poursuivre le versement de l’aide financière au peuple palestinien après la victoire de son mouvement aux élections. Par ailleurs, le leader palestinien Mahmoud Abbas a également appelé à l’issue d’une rencontre avec la chancelière allemande Angela Merkel au maintien de l’aide internationale et réaffirmé son attachement à un règlement négocié du conflit avec Israël; il a également annoncé qu’il resterait à la tête de l’Autorité palestinienne jusqu’à la fin de son mandat en 2009 malgré la défaite de son parti, le Fatah. De son côté, l’Union européenne par la voix de sa présidence autrichienne a appelé le Hamas à renoncer à la violence et à reconnaître Israël, seules conditions à la poursuite de l’aide.
- L’adolescente kurde irakienne de 17 ans, décédée le 17 janvier à la suite d’une infection pulmonaire, était atteinte du virus H5N1 de la grippe aviaire, a déclaré à la presse le ministre irakien de la Santé. Sur le terrain, un soldat britannique a été tué par des tirs dans la province de Maysan. Enfin, la chaîne qatarie Al Jazeera a diffusé une vidéo de la journaliste américaine Jill Caroll otage du groupe armé irakien « les Brigades de la vengeance », appelant à la libération des détenues irakiennes d’après la présentatrice de la télévision.
- Le PDG du numéro un mondial de l’acier Mittal Steel, Lakshmi Mittal, qui a lancé une OPA hostile sur son concurrent européen Arcelor, a affirmé qu’il n’achetait pas des usines « pour les fermer », lors d’une conférence de presse à Paris.
- Le procès de Sanjar Umarov, chef de la coalition d’opposition Ouzbékistan ensoleillé, a débuté, a annoncé son avocat depuis la salle d’audience, alors que les procès d’opposants se multiplient dans ce pays d’Asie centrale depuis la répression d’Andijan en mai 2005.
- Le numéro un mondial du pétrole ExxonMobil a dégagé en 2005 un bénéfice net record de 36,13 milliards de dollars en hausse de 43 % sur l’année précédente.
- Le nombre de morts dans l’effondrement du toit d’un hall d’exposition à Chorzów, dans le sud de la Pologne, a été ramené à 62 au lieu de 67.
- Le procès de Kenneth Lay et Jeffrey Skilling, les deux principaux ex-dirigeants du courtier en énergie américain Enron qui avait fait faillite en 2001, s’est ouvert à Houston.
- La réponse iranienne aux efforts de négociation des Occidentaux sur le nucléaire n’est « pas très satisfaisante », a estimé à Londres la secrétaire d’État américaine Condoleezza Rice. Par ailleurs, le Venezuela va apporter son soutien à l’Iran dans la dispute qui oppose Téhéran à l’Occident sur son dossier nucléaire, a déclaré à Vienne le ministre vénézuélien de l’Énergie, Rafael Ramirez.
- Le numéro deux d’Al-Qaïda, Ayman al-Zawahiri, est apparu dans un enregistrement vidéo diffusé par la chaîne qatarie Al Jazeera affirmant avoir échappé à un raid américain le visant au Pakistan.
- La Pologne refuse l’accord européen sur les taux réduits de TVA proposé par l’Autriche.
- Finlande, la présidente sortante sociale-démocrate Tarja Halonen est réélue.
- France, Une épidémie de Chikungunya sur l’île de La Réunion.
- France : Le président Jacques Chirac annonce l’instauration d’une journée de commémoration de l’abolition de l'esclavage le 10 mai.

### Mardi31 janvier 2006
- Collision entre deux cargos au large de Cherbourg : Deux cargos, un vraquier, le General Grot Rowecki et un chimiquier, le Ece, sont entrés en collision ce matin au large de Cherbourg, sans faire de victime, a indiqué la Préfecture maritime de la Manche et de la mer du Nord. Aucune pollution n’a pour l’instant été détectée. Certaines sources scientifiques affirment qu’il n’y aurait aucun risque pour l’écosystème, car l’eau neutraliserait tout effet négatif des substances déversées.
- Le centième soldat britannique a été tué en Irak, Il avait été blessé à Umm Qasr.
- Chili : Le gouvernement de Michelle Bachelet sera formé de dix femmes et de dix hommes.